# 徐歌陽
徐歌陽（1996年12月15日—），漢族，中国大陆女歌手，遼寧瀋陽人，2016年浙江衛視《中国新歌聲》第1季汪峰戰隊，決賽六強，最終成績全國第四。 演唱曲目《追夢赤子心》、《一萬次悲傷》、《橫衝直撞》、《異類》、《蝶》。

## 音樂作品

### 單曲
| # | 資料 |
| - | --- |
| 1 | 《Forever》 發行日期：2017年5月16日 發行公司：獨立發行 歌曲時長： 3:46 語言：國語 詞/曲:徐歌陽 編曲:鄭楠              |
| 2 | 《穿越太平洋》 發行日期：2017年8月8日 發行公司：JSJ 杰思國際娛樂 歌曲時長： 4:50 語言：國語 詞/曲： 編曲：            |
| 3 | 《殼》 發行日期：2017年11月1日 發行公司：赫茲音樂 歌曲時長： 3:48 語言：國語 詞： 曲：徐歌陽 編曲：S                  |
| 4 | 《Chorn》 發行日期：2017年12月14日 發行公司：赫茲音樂 歌曲時長： 3:48 語言：國語 詞：S 曲：徐歌陽 編曲：Teddy Strings |
| 5 | 《畸變》 發行日期 : 2018年5月7日 歌曲時長 : 5:20 語言：國語 詞：S 曲：S 編曲：S                                       |